# Leandra procumbens
Leandra procumbens är en tvåhjärtbladig växtart som beskrevs av Ernst Heinrich Georg Ule. Leandra procumbens ingår i släktet Leandra och familjen Melastomataceae. Inga underarter finns listade i Catalogue of Life.